# Felipe Avenatti
Felipe Avenatti, né le 26 avril 1993 à Montevideo, est un footballeur uruguayen qui joue au poste d'attaquant au CA Peñarol.

## Biographie
Felipe Avenatti est né le 26 avril 1993 à Montevideo.
Il participe à la Coupe du monde des moins de 20 ans 2013 avec l'équipe d'Uruguay des moins de 20 ans. Remplaçant, il marque contre l'Espagne le but qualifiant l'Uruguay pour les demi-finales. Il déclare à cette occasion : « Franchement, entrer pendant la prolongation et marquer le but de la victoire… contre l'Espagne en plus… Je n'en aurais jamais rêvé ».

## Palmarès
- Finaliste de la Coupe du monde des moins de 20 ans 2013 avec l'Uruguay U20